# George Payne
George Payne (Londra, 1685 – Londra, 23 gennaio 1757) è stato un funzionario, scrittore e massone britannico.

## Biografia
Di professione exchequer, fu gran maestro della Prima gran loggia d'Inghilterra in due diversi mandati. Scrisse, nel 1720, il Regolamento generale dei frammassoni, stampato successivamente tra il 1722 e il 1723.